# Rattus annandalei
Rattus annandalei és una espècie de mamífer rosegador de la família dels múrids. Viu a Indonèsia, Malàisia i Singapur. Habita els boscos secundaris de plana. Algunes poblacions estan amenaçades per la transformació del seu entorn natural per a usos agrícoles.